# Synagoge (Lemmer)
De voormalige synagoge van Lemmer werd in 1866 ingewijd en reeds in 1920 werden de deuren gesloten. Na de sluiting is het gebouw gebruikt als woning, verfwinkel en later weer woning. De gemeente De Friese Meren heeft de voormalige synagoge aangewezen als gemeentelijk monument.

## Geschiedenis
Op de locatie van de synagoge stond in 1820 al een gebouw met die functie. Het huidige pand is echter in 1866 na een ingrijpende verbouwing tot stand gekomen. Hierbij heeft het stadsbestuur van Lemmer geholpen. De synagoge werd in 1920 opgeheven en verbouwd tot verfwinkel, later werd het verbouwd tot woning. De joodse gemeente ging vanaf 1924 naar de synagoge in Sneek. In 1941 was er nog één Joods gezin in Lemmer, dat in de Tweede Wereldoorlog naar concentratiekampen werd gebracht en na de bevrijding niet terugkeerde.
Bij de verkoop van de synagoge in 1920 werd ook een clausule bijgesloten waarin staat dat het pand na verkoop niet verkocht mag worden om verbouwd te worden tot badhuis, café, leerlooierij of slagerij.

## Exterieur
De voorgevel is gebouwd in de neo-romaanse stijl met boogfriezen en een rondboogvenster op de verdieping. De zijgevels zijn door nieuwbouw aan het zicht onttrokken. In de rechter zijgevel zitten rondboogvensters en een roosvenster.

## Interieur
Van het originele interieur resteert vrijwel niks meer. Bij een verbouwing in de beginjaren 1980 is het gehele interieur verwijderd. Twee balken aan de achterzijde van het pand resteren nog, omdat zij constructief van belang zijn. Ook is er een zoldering ingebouwd, waar er van origine vanaf de begane grond naar het tongewelf gekeken kon worden.